# Zöldes gyöngyházlepke
A zöldes gyöngyházlepke (Argynnis pandora) a tarkalepkefélék (Nymphalidae) családjának egyik faja.

## Származása, elterjedése
Európai faj. Elsősorban Dél-Európában terjedt el, de Magyarországon is honos, de ritka, és ezért védett. Az 1960-as évek közepén a hazai erdőkből szinte teljesen eltűnt, a 2000-es években viszont többhelyütt elszaporodott, valószínűleg az egymást követő aszályos évek hatására.

## Jellemzői
A feltűnően nagy lepke hímje élénk sárgásvörös, zöldes fényű alapon téglavörös foltokkal és vonalkákkal tarkázott. Jellemző a fekete rajzolatú erek kiterjedtsége. A nagy gyöngyházlepkétől elsősorban a szárnyak mintázata különbözteti meg. A szárnyak hosszúsága 64–80 mm.

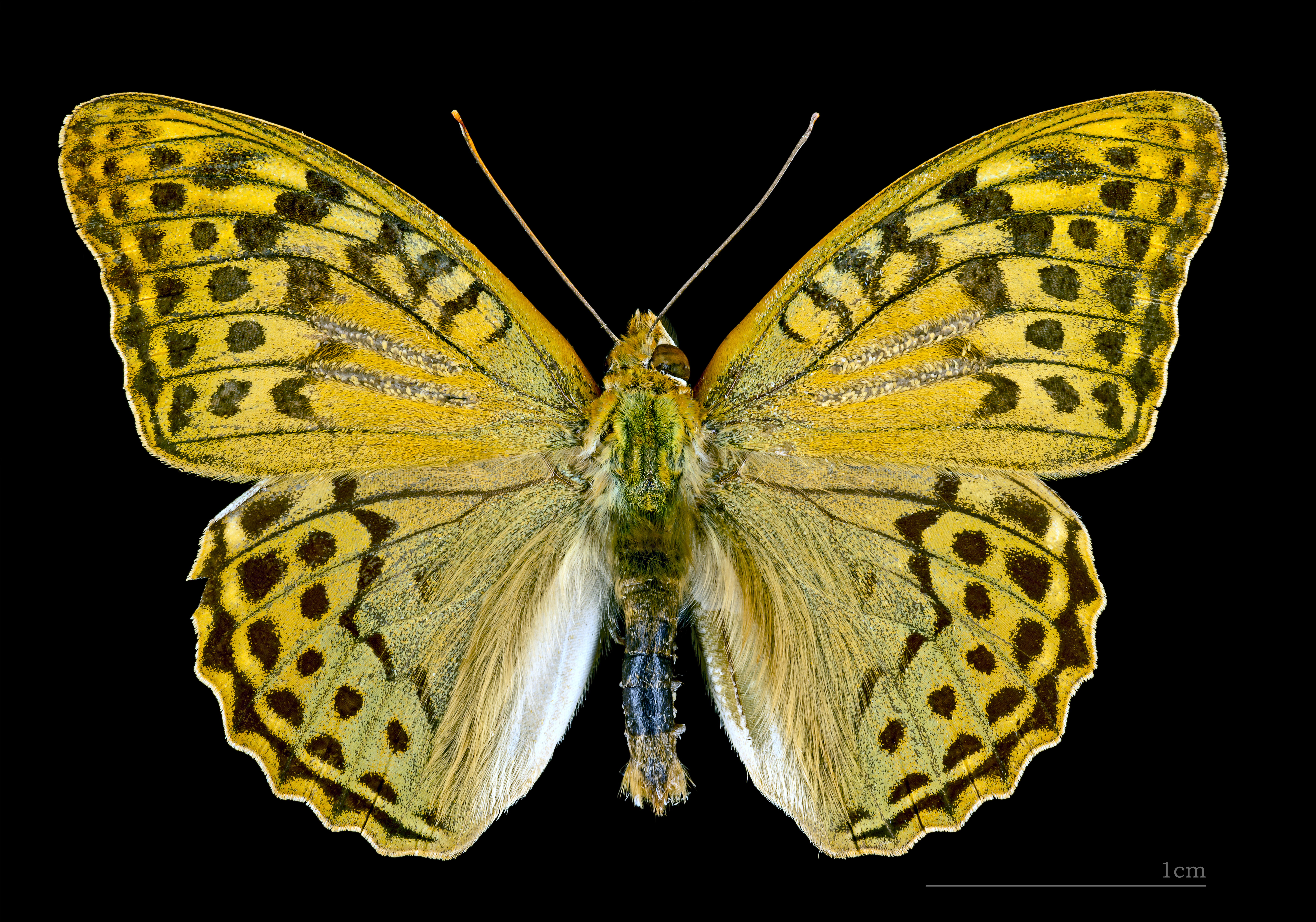
♂
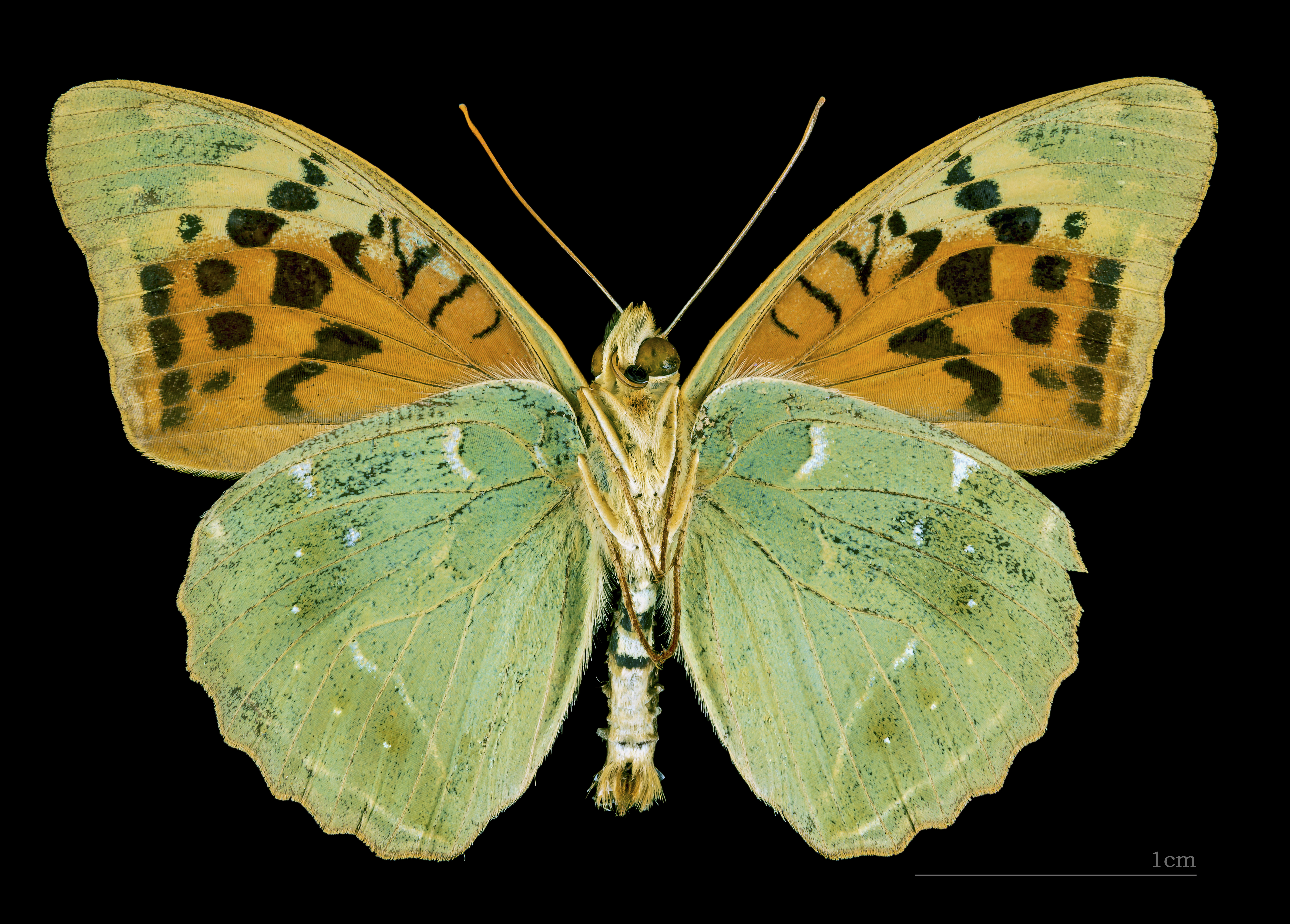
♂ △
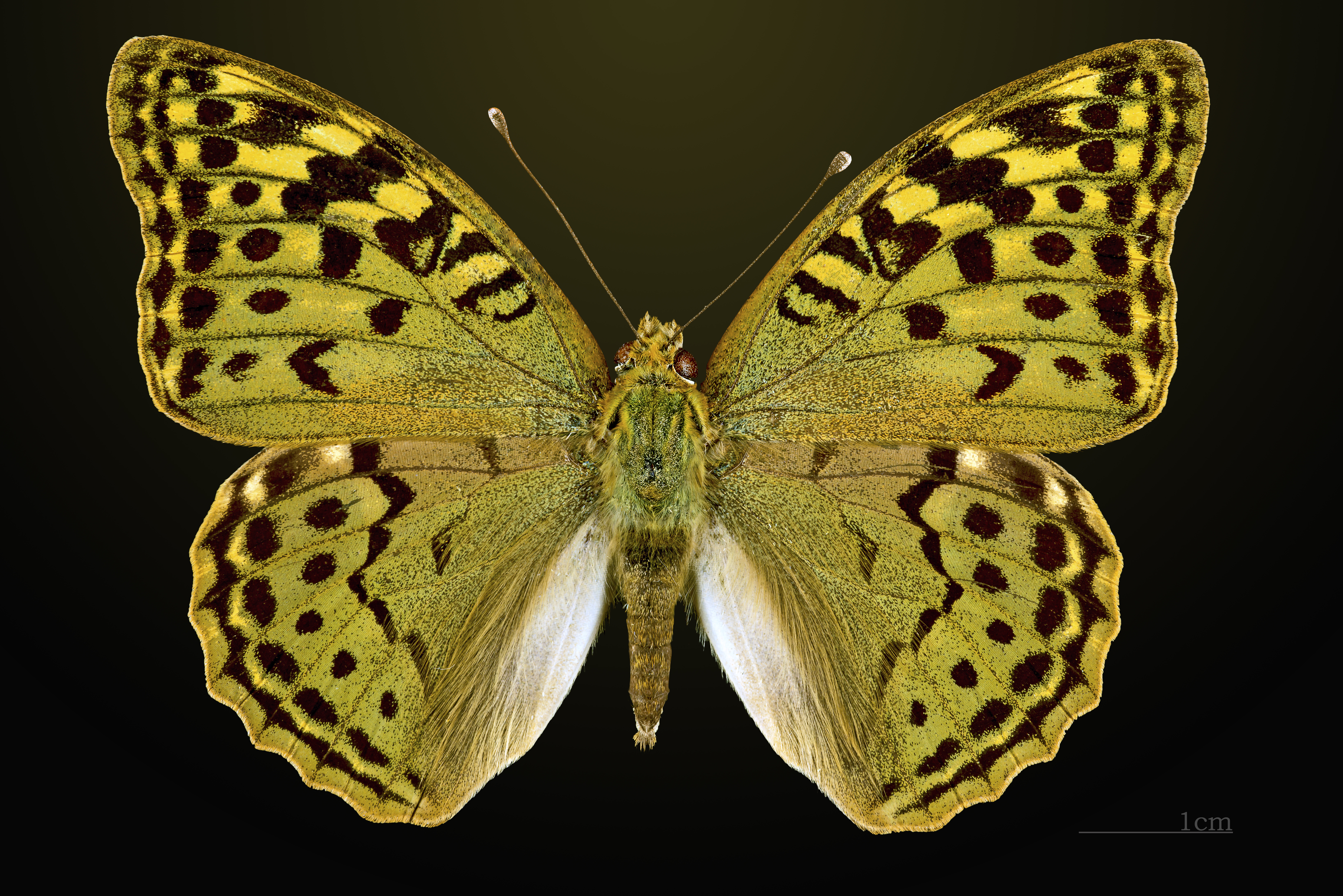
♀
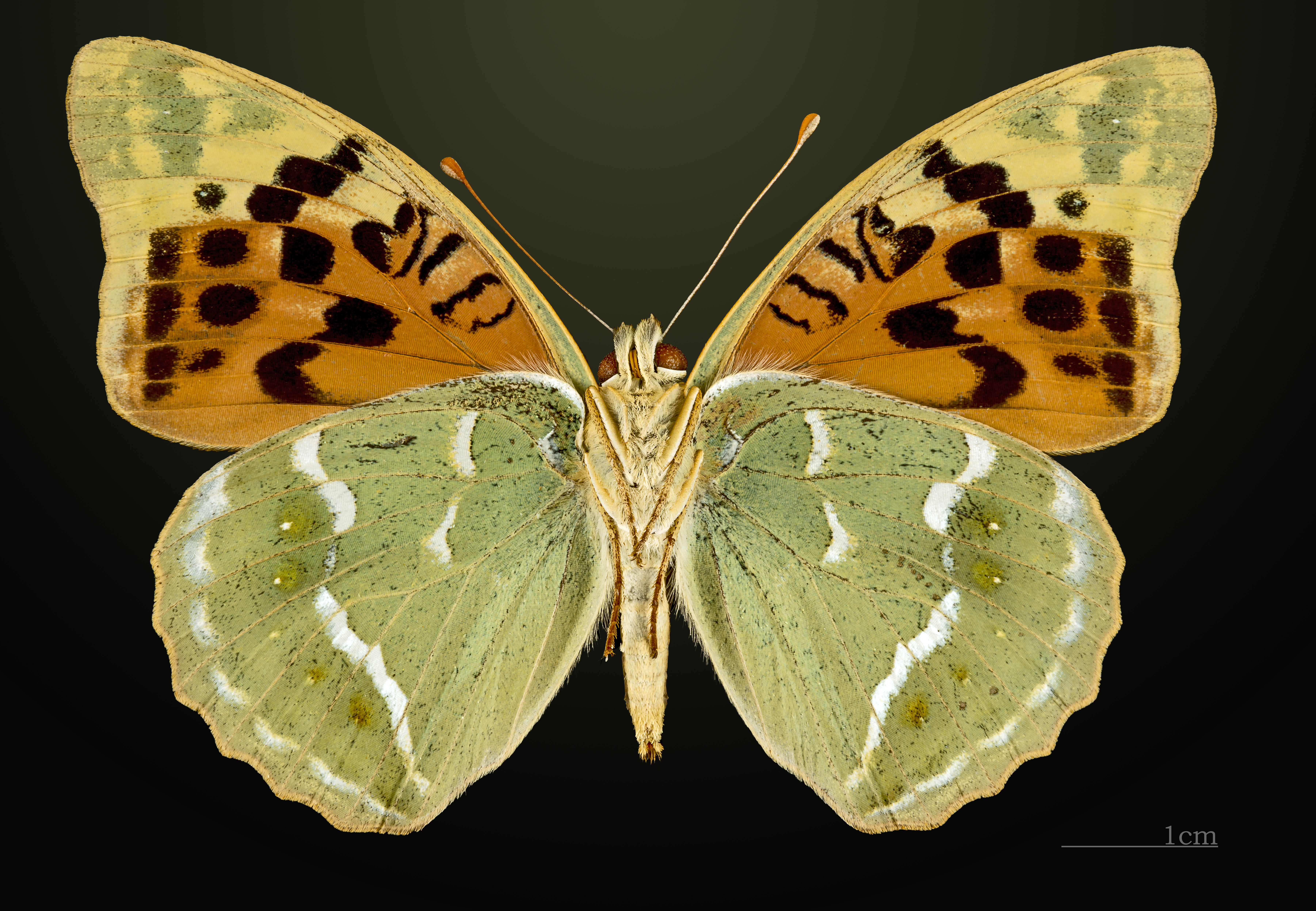
♀ △

## Életmódja, élőhelye
Éghajlattól függően május és október közepe között figyelhetjük meg – Magyarországon ez csak a déli határvidékre igaz, az ország nagyobbik részén június–júliusban repül. Főleg a délnek néző, meleg domboldalakon találkozhatunk vele.
A nőstény fatörzsekre vagy ibolyák közelében a talajra rakja a petéit, és azok telelnek át. A hernyók tavasszal kelnek ki, és májusban-júniusban bábozódnak. Tápnövényeik ibolyafélék.

## Hasonló fajok
- nagy gyöngyházlepke (Argynnis paphia)